# Егфріт
Егфріт (давн-англ. Ecgfrith; близько 645 — 20 травня 685) — король Нортумбрії у 670—685 роках.

## Життєпис

### Король Дейри
Походив з династії Еоппінгів. Син Освіу, короля Нортумбрії, та Енфледи Іффінг з королівства Дейра. Народився близько 645 року. У 654 році під час вторгнення Пенди, короля Мерсії до Нортумбрії Егфріта було відправлено до Мерсійського двору як заручника. У 655 році після поразки Пенди отримав свободу.
У 660 році одружився з донькою Анни, короля Східної Англії — Етельтритою. Проте Ельтрита хотіла вести життя праведної й відмовлялася спати з Егфрітом. Зрештою вона втекла від нього.
У 664 році Освіу, поваливши свого сина Ельфріта, зробив Егфріта королем Дейри. Втім він перебував у васальній залежності від батька. Егфріт не намагався на відміну від попередника вийти з підпорядкування. У 670 році після смерті батька Егфріт став королем Нортумбрії.

### Король Нортумбрії
Новий король продовжив політику попередників щодо здобуття зверхності над сусідніми державами. Для посилення керованості призначив королем Дейри свого брата Ельфвіна. Егфріт став першим карбувати срібні пенні (відомі як скети), що стали основною монетою англосаксонської Англії.
670 року повстали пікти на півночі Нортумбрії, на допомогу яким рушив король Друст VI. У 671 році Егфріт завдав рішучої поразки останньому у битві, відомої як «битва при Двох річках». Втім задля збереження влади над південними піктами на території колишнього Лотіана створив васальне королівство Данбар. У 671 або 672 році погодився на постриг дружини Етельтрити, яка стала черницею.
У 674 році Егфріт відбив напад Вульфхера, короля Мерсії, захопив Ліндсі і обклав Мерсію даниною. У 675 році одружився з Еорменбургою.
У 678 році сталася сварка Егфріта з єпископом Вільфрідом. Король прогнав єпископа з Нортумбрії, ймовірно, за відмову виконати рішення Хертфордського собору про збільшення дієцезії. Вільфрід поїхав шукати справедливості до Риму. У 680 році брав участь у соборі, організованому архієпископом Кентерберійським.
У 679 році Етельред I, король Мерсії, у битві на річці Трент переміг нортумбрійців і відвоював Ліндсі. Егфріт втратив у цій битві брата Ельфвіна. Завдяки втручанню Теодора, архієпископа Кентерберійського, королі замирилися, а Етельред I виплатив Егфріту вергельд за вбивство брата.
У 684 році Егфріт послав до держави Брега (східна Ірландія) військо під командуванням ярла Берта. Жодних нових земель не було завойовано, але була награбована багата здобич і взято в полон багато рабів. Того ж року разом з Теобором Кентерберійським головував на Соборі в Твифорді, де визначалися очільники діоцезій та кафедр на півночі Британії.
У 685 році, не приставши на поради йоркського єпископа Кутберта, Егфріт напав на піктів. Втім у вирішальній битві при фортеці Нехтансмере потрапив у пастку Бруде III, короля піктів, зазнав поразки і загинув. У результаті Нортумбрії завдано важкого удару. Новому королю Елдфріту (зведеному брату Егфріта) довелося перейти до оборони.

## Родина
1. Дружина — Етельтрита, донька Анни, короля Східної Англії
дітей не було
2. Дружина — Еорменбурга
дітей не було